# タヌーヒー
タヌーヒー ( أبو علي المحسن بن علي التنوخي , Abū 'Alī al Muẖassin b. 'Alī al-Tanūkhī,  939年 - 994年 ) は、ムスリムの法官、著作家。本名はアブー・アリー・アル・ムハッシン。中世イスラム世界の説話を集めた『座談の糧』( نشوار المحاضر nišwār al-muẖāḍara )で知られる。また、『苦あれば楽あり』( الفرج بعد الشدّة al-faraj ba'd al-šiddah ) という著書も残している。
バスラの法官の家庭に生まれ育つ。父の死後は造幣局の検査官や公証人などを務めたのち、ブワイフ朝時代のバグダードでハナフィー派に属する法官の地位につく。その頃から『座談の糧』の執筆をはじめ、他の文献からの引用はせず、自ら見聞した話だけを集めた。その後は法官の座から追われて各地を転々としたのち、晩年をバグダードですごしつつ『座談の糧』を書きあげた。完成までには20年がかかったとされ、当時のさまざまな階層や職業の人々についての説話が集められている。

## 関連文献
- タヌーヒー 著、森本公誠 訳『イスラム帝国夜話（上）』岩波書店、2016年。
- タヌーヒー 著、森本公誠 訳『イスラム帝国夜話（下）』岩波書店、2017年。